# Dino Bravo
 (mai 2009).
Si vous disposez d'ouvrages ou d'articles de référence ou si vous connaissez des sites web de qualité traitant du thème abordé ici, merci de compléter l'article en donnant les références utiles à sa vérifiabilité et en les liant à la section « Notes et références ».
Pour les articles homonymes, voir Bravo et Bresciano.
Adolfo Bresciano, né le 6 août 1948 en Italie et mort le 10 mars 1993 à Laval, plus connu sous le nom de Dino Bravo, est un lutteur professionnel, catcheur et promoteur de lutte italo-canadien.
Il s'entraîne auprès du lutteur Gino Brito et commence sa carrière en 1970 chez Les As de la Lutte. Il part ensuite à la Lutte Grand Prix où il remporte à deux reprises le championnat par équipes avec Brito et travaille aussi aux États-Unis. Aux États-Unis, il remporte le championnat du monde par équipes de la National Wrestling Alliance (version Mid-Atlantic) avec Mr. Wrestling (en) à la Mid-Atlantic Championship Wrestling (en) ainsi que le championnat par équipes de la World Wide Wrestling Federation. Il lutte ensuite chez Promotions Varoussac / Lutte Internationale dont il devient un des propriétaires en rachetant les parts d'André the Giant. Il en est le lutteur vedette dans les années 1980 remportant à sept reprises le championnat international poids lourd.
Il quitte le Québec pour aller à la World Wrestling Federation (WWF) en 1985 et y reste jusqu'en 1992.
Il devient alors entraîneur de lutte et meurt assassiné le 10 mars 1993 à son domicile de 4 balles dans le corps et 7 dans la tête.

## Jeunesse
Bresciano est le fils de Mario et Ausilia Bresciano. Il grandit dans le quartier Centre-Sud de Montréal. La famille Bresciano vit à proximité de la maison du lutteur Gino Brito. Il fait de la lutte depuis qu'il a 12 ans.

## Carrière
Bresciano s'entraîne pour devenir lutteur auprès de Gino Brito. Il commence sa carrière à Montréal sous le nom de Dino Bravo reprenant le nom de ring d'un lutteur connu des années 1950. Il travaille d'abord chez Les As de la Lutte, la fédération de Johnny Rougeau. Il constate que Rougeau n'a d'yeux que pour son neveu Raymond et décide d'aller à la Lutte Grand Prix, une autre fédération québécoise dirigé par Dick Marshall. Il y fait équipe avec Brito avec qui il remporte à deux reprises le championnat par équipe de la Lutte Grand Prix une première fois du 20 novembre 1972 après leur victoire face à Killer Kowalski et Gilles Poisson et perdent ce titre en fin d'année face à Killer Kowalski et Mad Dog Vachon,. Leur second règne a lieu en 1974,.
En 1976, il part à la Mid-Atlantic Championship Wrestling (en) et y devient champion du monde par équipes de la National Wrestling Alliance (version Mid-Atlantic) avec Mr. Wrestling (en) le 5 mai après leur victoire face à Gene (en) et Ole Anderson. Les Anderson récupèrent ce titre le 28 juin.

## Décès
Bravo, à l'âge de 44 ans, a été tué par balles dans sa maison au Québec (Vimont à Laval) pendant qu'il regardait un match de hockey télévisé le 10 mars 1993 alors que sa femme (Diane Rivest) et sa fille étaient parties à un spectacle de ballet. Le meurtre serait possiblement lié à la contrebande de cigarettes amérindiennes, selon le témoignage de Ricky Martel. Il a été inhumé au Cimetière Notre-Dame-des-Neiges de Montréal.

## Palmarès
- American Wrestling Association (AWA)
  - 1 fois champion poids lourd du Canada de l'AWA[9]
- Hollywood Wrestling
  - 1 fois champion par équipes des Amériques de la National Wrestling Alliance avec Victor Rivera[10]
- Lutte Grand Prix
  - 2 fois champion par équipes de la Lutte Grand Prix avec Gino Brito[4]

- Maple Leaf Wrestling (en)
  - 2 fois champion poids lourd du Canada de la National Wrestling Alliance[11]

- Mid-Atlantic Championship Wrestling (en)
  - 1 fois champion du monde par équipes de la National Wrestling Alliance (version Mid-Atlantic) avec Mr. Wrestling (en)[6]
  - 3 fois champion par équipes Mid-Atlantic de la National Wrestling Alliance avec Tim Woods (en) puis Tiger Conway, Jr. et enfin avec Ricky Steamboat[12]

- Promotions Varoussac / Lutte Internationale
  - 7 fois champion international poids lourd[13]
  - 1 fois champion international par équipes avec Tony Parisi (en)[14]

- World Wide Wrestling Federation (WWWF)
  - 1 fois champion par équipes de la WWWF avec Dominic DeNucci[15]

## Récompenses des magazines
- Pro Wrestling Illustrated
  - Lutteur ayant le plus progressé de l'année 1978[16]

| Année | 1991 | 1992 |
| ----- | ---- | ---- |
| Rang  | 47   | 179  |